# Прайор, Герберт
Ге́рберт Пра́йор (англ. Herbert Prior; 2 июля 1867, Оксфорд — 3 октября 1954, Лос-Анджелес) — британский актёр кино.
Он провел всю свою кинокарьеру в США. Сначала работал на киностудии «Эдисон», с осени 1908 года присоединился к Дэвиду Гриффиту в кинокомпании Мутоскоп и Байограф. Был женат на актрисе Мейбл Трунелли (1879—1981), которая была его партнёршей во многочисленных фильмах. С появлением звукового кино его карьера пошла на убыль, он всё чаше снимался во второстепенных или эпизодических ролях. Окончательно прекратил сниматься в кино в 1934 году.

## Фильмография
- 1908 — Много лет спустя / After Many Years
- 1909 — / The Joneses Have Amateur Theatricals
- 1909 — Авантюра леди Хелен
- 1909 — Любовь и политика
- 1909 — На алтаре
- 1909 — / The Salvation Army Lass
- 1909 — / The Lure of the Gown
- 1909 — Душа скрипки
- 1909 — Ошибка грабителя
- 1909 — Раскаяние алкоголика
- 1909 — Попытка арестовать
- 1909 — Крестовый поход против шума
- 1909 — Громоздкий спальное
- 1909 — Уверенность
- 1909 — Одинокая вилла
- 1912 — Следующий / Next
- 1913 — Незапятнанной щит / An Unsullied Shield
- 1913 — На медведя / At Bear Track Gulch
- 1917 — Бедная маленькая богатая девочка
- 1918 — Общество для продажи
- 1919 — Её Королевство грез / Her Kingdom of Dreams
- 1920 — Поллианна
- 1920 — Сильнее смерти
- 1925 — Монстр / The Monster
- 1926 — Через Тихий
- 1929 — / The Duke Steps Out
- 1929 — Ас Скотланд-Ярда